# Preussen (1902)
Preussen (Preußen en alemán y como se escribía en el barco) fue un velero alemán de casco de acero, cinco mástiles y aparejo de barco construido en 1902 para la compañía naviera F. Laeisz y bautizado con el nombre del estado y reino alemán de Prusia. Fue el único barco del mundo de esta clase con cinco mástiles y seis velas cuadradas en cada palo.
Hasta el lanzamiento en 2000 del Royal Clipper, un crucero a vela, era el único barco de cinco mástiles con aparejo completo jamás construido.

## Hundimiento

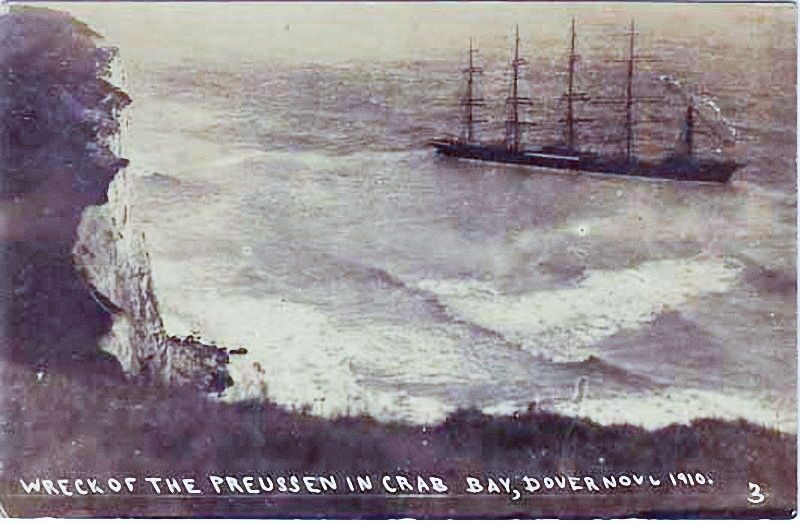
Varado en Crab Bay.

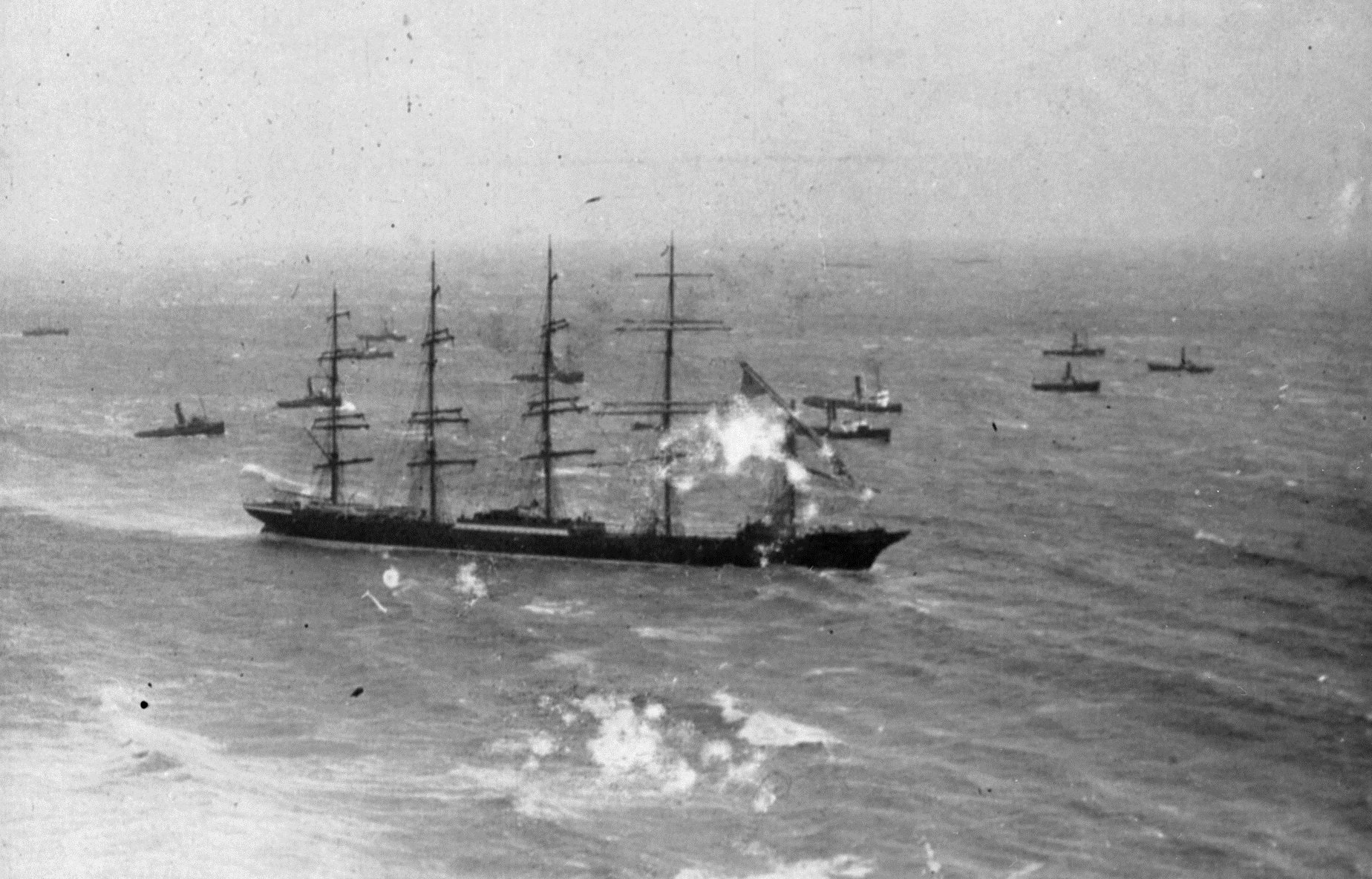
Poco después de la colisión de 1910.

El 5 de noviembre de 1910, en su decimocuarto viaje de ida, llevando una carga mixta que incluía varios pianos para Chile, el Preussen fue embestido a las 23:35 por el pequeño vapor británico Brighton a 8 millas náuticas (15 km) al sur de Newhaven, en contra de las normas, el Brighton había intentado cruzar su proa, subestimando su alta velocidad de 16 nudos (30 km/h). El Preussen resultó gravemente dañado y perdió gran parte de su aparejo de proa (bauprés, palo mayor de proa), lo que impidió gobernar el buque hasta un lugar seguro. 
El Brighton regresó a Newhaven para pedir ayuda y el remolcador Alert fue enviado para asistir al Preussen. El vendaval de noviembre frustró los intentos de ponerlo a salvo en el puerto de Dover. Se intentó fondearlo frente a Dover, pero las dos cadenas del ancla se rompieron y el Preussen se estrelló contra las rocas de Crab Bay, donde se hundió como consecuencia de los daños sufridos. Aunque se pudo salvar a la tripulación, la carga y parte del equipo del Preussen, con la quilla rota quedó insalvable. Se encuentra en 6 metros (3,3 brazas) de agua a 51°8.02′N 1°22.17′E / 51.13367, 1.36950. El capitán del Brighton fue declarado responsable del accidente y perdió su licencia. Se pueden ver algunas costillas del Preussen frente a la bahía del Cangrejo durante las mareas bajas de primavera.